# Фінансовий важіль
Фінансовий важіль, коефіцієнт використання позикових засобів  — залежність прибутку підприємства від ступеня використання ним позикових засобів, при фіксованій вартості яких створюється додатковий фінансовий важіль для акціонерів, якщо весь прибуток, що накопичується таким чином, збільшує їхню частку в загальному капіталі компанії. Фінансовий важіль розраховується як відношення суми позикового капіталу до суми власного акціонерного капіталу компанії або позикового капіталу до суми усього використовуваного компанією капіталу. Чим більше частка довгострокової заборгованості, тим сильніше фінансовий важіль. Акціонери компанії одержують вигоду від застосування фінансового важеля тільки в тому випадку, якщо дохід, отриманий за рахунок залучення позикових засобів перевищує витрати по виплаті відсотків. При використанні позикових ресурсів зростає ринкова вартість акцій, що знаходяться в обороті.
Згідно з міжнародними стандартами бізнес-планування та фінансового аналізу є невід'ємною частиною бізнес-планів.